# Thérèse Desqueyroux
Thérèse Desqueyroux, publicada por primera vez en el año 1927, es la obra más conocida de François Mauriac (n. en 1885), quien fue galardonado con el Premio Nobel de Literatura en 1952. En 1948 se publicó la primera edición en español, titulada también Thérèse Desqueyroux. Mauriac se inspiró en el caso de Henriette-Blanche Canaby, ocurrido en 1906.

## Argumento
La novela está ambientada en las Landas, una zona poco poblada del suroeste de Francia cubierta en gran parte por bosques de pinos. En la primera escena, un proceso judicial está siendo desestimado. La protagonista, Thérèse, ha sido juzgada por envenenar a su marido Bernard con una solución de Fowler, un medicamento que contiene arsénico. A pesar de las pruebas concretas en su contra, incluidas las recetas que falsificó, el caso ha sido abandonado; la familia cerró filas para evitar el escándalo y el propio Bernard testificó en su defensa. De vuelta su a casa, Thérèse reflexiona de manera extensa sobre su vida hasta el momento, tratando de entender qué la llevó a seguir envenenando a su marido después de haber observado que tomaba una sobredosis accidental. Da a entender que sus acciones son, en parte, causa de las presiones de la maternidad y el matrimonio y la vida asfixiante de una esposa de un hacendado católico en la Francia rural de los años veinte. Sin embargo, ni Thérèse ni el narrador ofrecen una explicación clara de su comportamiento.
Thérèse cree que podrá dejar a su marido dado que el caso se ha cerrado. En cambio, Bernard decide que ella vivirá en la casa de su familia, en un lugar aislado en el bosque de pinos, en Argelouse. La encierra allí, diciendo que padece una enfermedad nerviosa y, de vez en cuando, aparece en público con ella para evitar las especulaciones. Su preocupación es que el inminente matrimonio de su hermana menor, Anne, no se vea impedido por ningún escándalo. No permite a Thérèse más compañía que la de unos criados poco comprensivos, mantiene a su hija alejada de ella y la amenaza con mandarla a la cárcel por el envenenamiento si no coopera. Thérèse vive de vino y cigarrillos. Cuando se le ordena que asista a una cena para Anne, su prometido y su familia, lo hace, pero su aspecto demacrado escandaliza a los invitados. Bernard decide que el escándalo nunca se olvidará del todo si no se permite a Thérèse que se vaya sin polémica. Le promete que podrá marcharse después de la boda de Anne. Después de la boda, lleva a Thérèse a París y se despide de ella. No habrá separación oficial ni divorcio, y ella tiene un subsidio para vivir.

## Análisis
El libro se caracteriza por estructuras como monólogos que a menudo cambia de perspectiva, revelando los pensamientos de varios personajes. La gran mayoría de los personajes del libro son vistos como personas desagradables; el padre de Thérèse se presenta como un machista que se preocupa más proteger su carrera política que cuidar a su hija, mientras que Bernard es retratado como un hombre emocionalmente inaccesible, obsesionado únicamente con la caza y el bienestar de su familia. Como en gran parte de la obra de Mauriac, la imperfección física es sinónimo de indigencia moral y la mayoría de los personajes tienen algún tipo de defecto.

## Secuelas
El personaje de Thérèse aparece en otras obras de Mauriac como El fin de la noche, Thérèse en el hotel y Thérèse y el médico.

## Adaptaciones
Películas:
Thérèse Desqueyroux, 1962 dirigida por Georges Franju, en castellano la película se estrenó con el título Relato íntimo
Thérèse D. dirigida por Claude Miller
La fin de la nuit, dirigida por Lucas Belvaux.
Series:
La fin de la nuit dirigida por Albert Riéra